# Виннипег Блу Бомберс
Виннипег Блу Бомберс (англ. Winnipeg Blue Bombers) — команда Канадской футбольной лиги из города Виннипег, Манитоба. 12-кратные (1935, 1939, 1941, 1958, 1959, 1961, 1962, 1984, 1988, 1990, 2019 и 2021) и действующие двух-кратные подряд чемпионы Кубка Грея. Домашняя арена — «Canad Inns Stadium» (с 1953 года); арена в 1935—1952 гг. — «Osborne Stadium».